# Selbstbeteiligung
Unter Selbstbeteiligung (Selbstbehalt, Eigenanteil, Kostenbeteiligung oder Zuzahlung, auch Franchise) versteht man im Versicherungswesen den Anteil, den der Versicherungsnehmer im Versicherungsfall selbst zu tragen hat (entweder jährlich oder pro Schadensfall). Er wird als absoluter oder prozentualer Anteil gesetzlich festgelegt oder vertraglich vereinbart. Nur darüber hinausgehende Summen werden von der Versicherung bezahlt.

## Allgemeines
Die Selbstbeteiligung ist sowohl in der Kompositversicherung als auch in der Personenversicherung die nicht vollständige Übernahme eines versicherbaren Risikos durch den Versicherer. Aus Sicht des Versicherten handelt es sich bei der Selbstbeteiligung um ein nicht versichertes Eigenrisiko, weil er das der Selbstbeteiligung unterliegende Risiko selbst tragen muss. Dem Versicherungsnehmer wird ein bestimmter Risikoanteil (Selbstbeteiligungsquote) überlassen. Die Selbstbeteiligung bezweckt einerseits die Senkung der Versicherungsprämien, weil die Versicherung nicht das gesamte Schadensrisiko trägt. Andererseits zwingt sie die Versicherten zur Vorsicht bei der Vermeidung versicherter Risiken und versucht damit, die Effekte des Moral Hazard zu verringern oder auszuschließen. Die Selbstbeteiligung ist dort sinnvoll, wo der Versicherte das Risiko eines Schadenseintritts selbst beeinflussen kann. Hohe Selbstbeteiligungen steigern das Interesse des Versicherungsnehmers an Maßnahmen der Schadensverhütung. Selbstbehalt ist damit ein Steuerungsinstrument, das den Anreiz der versicherungsinduzierten Nachfrage senken kann. Die Selbstbeteiligung ist von der Selbstversicherung zu unterscheiden, weil Selbstbeteiligung als Nichtversicherung gilt. Vorhandene Selbstbeteiligungen haben Selektionswirkungen zur Folge, weil hierdurch schlechte von guten Risiken getrennt werden können.

### Abzugsfranchise
Eine häufig anzutreffende Selbstbeteiligungsform ist die Abzugsfranchise. Bei ihr wird ein fester Betrag festgesetzt, bis zu dem der Versicherungsnehmer seine Schäden selber trägt, während höhere Schadenskosten unter Abzug des Franchisbetrages erstattet werden.
Eine Sonderform des Abzugsfranchise ist die Integralfranchise. Bei ihr bezahlt die Versicherung den ganzen Schaden, wenn der Schaden eine bestimmte im Voraus vereinbarte Summe übersteigt. Ziel der Integralfranchise ist es, Bagatellschäden nicht bearbeiten zu müssen. Diese Art von Franchise ist nicht sehr bekannt, aber üblich bei Versicherungen von EDV-Anlagen, bei der Maschinen- und Transportversicherung und auch bei Unfallversicherungen für Profisportler (Fußballer etc.). Die Gefahr bei Integralfranchise besteht darin, dass Versicherungsnehmer evtl. gegen die Schadenminderungspflicht verstoßen, indem sie den Schaden über den Selbstbehalt anheben.

### Zeitfranchise
Bei der reinen Zeitfranchise trägt der Versicherungsnehmer den Schaden, der auf den Franchisezeitraum entfällt, voll – den Schaden, der nach dieser Zeit eintritt, trägt das Versicherungsunternehmen bis zum Ende. Beispielsweise wird bei einer Betriebsunterbrechungsversicherung eine Zeitfranchise von 10 Tagen vereinbart. Unterbrechungen bis zu 10 Tagen Dauer gehen voll zu Lasten des Versicherungsnehmers. Dauert eine Unterbrechung länger, wird der über 10 Tage Dauer hinausgehende Schaden vom Versicherungsunternehmen getragen.
Bei der proportionalen Zeitfranchise ist der Anteil des Versicherungsnehmers am Gesamtschaden so groß wie der Franchisezeitraum am Gesamtschadenszeitraum. Beispielsweise wird in einer Krankentagegeldversicherung (mit nicht gleich bleibender Höhe der täglichen Zahlung) eine Zeitfranchise von zehn Tagen vereinbart. Ist der Versicherte dreißig Tage krank, dann hat er eine Selbstbeteiligung von 10/30 am Gesamtschaden.

## Krankenversicherung

### Grundlegende Betrachtungen zum Thema Zuzahlungen im Krankheitsfall
Eigenbeteiligungen der Patienten sollen der Kostendämpfung dienen und die Ausgaben der Kostenträger verringern. Allerdings stehen diese Finanzierungsfunktion und die postulierte Steuerungsfunktion bereits von der Theorie her in umgekehrt proportionalem Verhältnis zueinander: Je höher Zuzahlungen sind, desto mehr Menschen werden von der Inanspruchnahme von Gesundheitsleistungen abgehalten und bringen entsprechend wenig oder kein Geld ins System; andersherum werden geringe Zuzahlungen weniger Patienten abhalten, so dass die Steuerungsfunktion geringer ausfällt. Ob der Steuerungseffekt überhaupt erreichbar ist, ist umstritten.
Eine umfassende österreichische Studie hat 2002 die Selbstbeteiligungen im Gesundheitswesen in Deutschland, Finnland, Großbritannien, Italien, Niederlande, Schweden, Österreich und den USA untersucht. Danach dient eine Selbstbeteiligung der Finanzierung, Steuerung und Umverteilung. Um die Finanzierbarkeit der Gesundheitsleistungen sicherzustellen, werde der Studie zufolge in den meisten Ländern versucht, Marktmechanismen und Wettbewerbselemente im Gesundheitssektor zu verstärken. Eine dieser Maßnahmen sei die Einführung von Selbstbeteiligungen.

### Deutschland

#### Selbstbeteiligungen der Gesetzlichen Krankenversicherung
In der gesetzlichen Krankenversicherung gibt es verschiedene Formen von Eigenbeteiligungen: Da in der gesetzlichen Krankenversicherung das Sachleistungsprinzip herrscht, der Versicherte also grundsätzlich nicht in Vorlage treten muss, sind die Selbstbeteiligungen so ausgestaltet, dass der Versicherte einen Teilbetrag an den Leistungserbringer (Apotheker, Sanitätshaus, Physiotherapeut, Krankenhaus usw.) selbst bezahlen muss. Darunter fallen zum Beispiel Zuzahlungen bei Verbandmitteln, Medikamenten, Hilfsmitteln, Heilmitteln, häuslicher Krankenpflege, Krankenhausbehandlung, Rehabilitation, Fahrkosten oder Haushaltshilfen. Seit dem Wegfall der Praxisgebühr entfällt in Deutschland eine Zuzahlung an den Arzt.

##### Zuzahlungen
In der gesetzlichen Krankenversicherung müssen Versicherte, die das 18. Lebensjahr vollendet haben, seit 2004 beispielsweise die folgenden Zuzahlungen leisten (siehe auch § 61 SGB V):
- Medikamente und Hilfsmittel: 10 % des Abgabepreises, minimal 5,00 €, maximal 10,00 € Medikamentenzuzahlung, nie mehr als der Abgabepreis selbst. Ausnahmen sind z. B. Hilfsmittel, die verbraucht werden wie Inkontinenzhilfen oder Filter für Beatmungsgeräte. Für sie gilt der Mindestsatz von 5,00 € nicht, wohl aber die Obergrenze von 10,00 € pro Monat.[7] Seit dem 1. Juli 2006 sind besonders preiswerte Medikamente, d. h. vor allem Generika, von der Zuzahlung befreit. Aktuell sind dies etwa 3.700 Arzneimittel.
- Krankenhaus: 10,00 € pro Kalendertag, maximal für 28 Tage je Kalenderjahr.
- Rehabilitation: 10,00 € pro Kalendertag. Verringerung der Zuzahlungskosten sind ggf. möglich durch Anrechnung eines direkt vorgeschalteten Krankenhausaufenthaltes (Bsp. Entgiftungsbehandlung vor Entwöhnungsbehandlung), dann beläuft sich die Zuzahlungsdauer auf insgesamt 28 Tage (wobei die vorherigen Krankenhaustage angerechnet werden).
- Heilmittel: 10,00 € Verordnungsgebühr, zusätzlich 10 % des Abgabepreises.
- Haushaltshilfe: 10 % der Leistung pro Tag, minimal 5,00 €, maximal 10,00 €, nie mehr als die Leistungshöhe.
- Fahrkosten: 10 % der Erstattung pro Fahrt, minimal 5,00 €, maximal 10,00 €, nie mehr als die Leistungshöhe. Hier müssen auch Kinder eine Zuzahlung leisten.

##### Zuzahlungsbefreiung
Für alle Zuzahlungen eines Kalenderjahres gilt ein individueller Maximalbetrag („Belastungsgrenze“, § 62 SGB V). Er wird aus 1 % oder 2 % der zum Lebensunterhalt verfügbaren Haushaltsbruttoeinnahmen berechnet abzüglich von Freibeträgen für Familienangehörige (siehe Tabelle „Freibeträge ...“ unten). Die Grenze von 1 % gilt, wenn der Hausarzt einem oder mehreren Familienmitgliedern eine schwerwiegende chronische Krankheit, die seit mindestens 12 Monaten ärztlich behandelt wird, bescheinigt. Die Freibeträge für Familienangehörige betragen für den Ehegatten bzw. Lebenspartner 15 % der Bezugsgröße nach § 18 SGB IV, für Kinder weniger (siehe Tabelle unten).
Durch Vorauszahlung dieses Maximalbetrages (abzüglich gegebenenfalls bereits im betreffenden Kalenderjahr bezahlter Zuzahlungen) wird man von den Zuzahlungen für das Kalenderjahr befreit.
| Jahr | Freibetrag für Ehe- bzw. Lebenspartner | Freibetrag je Kind im Haushalt |
| ---- | -------------------------------------- | ------------------------------ |
| 2019 | 5.607 €                                | 7.620 €                        |
| 2020 | 5.733 €                                | 7.812 €                        |
| 2021 | 5.922 €                                | 8.388 €                        |
| 2022 | 5.922 €                                | 8.548 €                        |
| 2023 | 6.111 €                                | 8.952 €                        |

Die Zuzahlungen sind bei Bezug von Bürgergeld auf 135,12 € begrenzt (2 %-Grenze, bei chronisch Kranken die Hälfte). Dieser Betrag errechnet sich aus dem Regelbedarf (563 € × 12 Monate = 6.756 € × 2 % oder 1 %). (Stand: 1. Januar 2024)
Bei der Verbraucherzentrale findet sich eine ausführliche Darstellung der Regeln für eine Zuzahlungsbefreiung bei den Krankenkassen.

##### Eigenanteile
Ein Eigenanteil ist nicht mit der Zuzahlung zu verwechseln. Er ist der Betrag, den der Versicherte zu den Kosten eines Hilfsmittels zahlen muss, der dem Betrag entspricht, den er für ein Produkt hätte ausgeben müssen, das er ohne medizinisch notwendige Versorgung als Gesunder gekauft hätte.
Beispiel: Kostet ein Paar orthopädischer Schuhe einen gewissen Betrag, den der Orthopädie-Schuhtechniker vom Kostenträger (der Krankenkasse) ersetzt bekommt, so muss der Leistungsempfänger die Zuzahlung tragen (siehe oben) sowie den Eigenanteil von (im Jahr 2019 für Straßenschuhe für Erwachsene) 76,00 €. Der Gesetzgeber geht davon aus, dass er mit diesem Betrag ein Paar Schuhe hätte kaufen können, wenn er keine orthopädischen Schuhe benötigt hätte.
Gleiche Regelungen (allerdings mit anderen Eigenanteil-Beträgen) gelten z. B. bei Brustprothesen-BHs und -Badeanzügen.

##### Wirtschaftliche Aufzahlung
Für verschiedene Produkte in der Hilfsmittelversorgung gibt es Festpreise: Der Leistungserbringer erhält nur diesen Preis vom Kostenträger (der Krankenkasse), unabhängig vom empfohlenen Verkaufspreis des Herstellers.
„Wirtschaftliche Aufzahlungen“ sind nur bei einer über das notwendige Maß hinausgehenden Versorgung vom Versicherten zu zahlen. „Wählen Versicherte Hilfsmittel oder zusätzliche Leistungen, die über das Maß des Notwendigen hinausgehen, haben sie die Mehrkosten und dadurch bedingte höhere Folgekosten selbst zu tragen.“ (§ 33 Abs. 1 SGB V). Wenn also ein Leistungserbringer (z. B. Sanitätshaus) für die Regelversorgung ohne Sonderwunsch eine „Wirtschaftliche Aufzahlung“ verlangt, sollte man sich bei dem Leistungserbringer noch mal erkundigen. Bei Verbraucherzentralen und Krankenkassen kann man sich darüber ebenfalls beraten lassen.

##### Freiwillige Selbstbehalte
Freiwillige Selbstbehalte sind solche, die einerseits nicht von jeder Krankenkasse angeboten werden müssen, andererseits aber auch für die Versicherten freiwillig sind. Der Anreiz, einen Selbstbehalt in Kauf zu nehmen, ist die im Gegenzug erfolgende Ausschüttung eines Bonus, zum Beispiel in Form einer festen Summe. Diese Tarifvarianten, genannt Wahltarife, haben zum einen das Ziel, Versicherte zu einer effizienteren Form des Umgangs mit Leistungen zu bewegen. Weiterhin ermöglichen sie attraktivere Tarife für Menschen, die weniger oft Leistungen in Anspruch nehmen und führen individualtarifliche Elemente in die gesetzliche Krankenversicherung in Deutschland ein. Ersteres geschieht, indem bestimmte Leistungen mit monetären Nachteilen belegt werden. So kann beispielsweise ein Arztbesuch mit Ausstellung eines Rezepts einen Selbstbehalt beinhalten, der wiederum den Bonus schmälert. Der Bonus ist immer geringer als der maximale Selbstbehalt. Wer also in diesem Beispiel häufig zum Arzt geht und Rezepte erhält, geht das Risiko ein, mehr Selbstbehalt zu bezahlen, als Bonus zu erhalten. Diese Tarifvariante ist seit der Gesundheitsreform 2007 möglich, die zum 1. April 2007 wirksam ist.

##### Wahltarife
Wahltarife sind ein teils freiwilliges, teils gesetzlich vorgeschriebenes Angebot von Krankenkassen, das von den Versicherten genutzt werden kann. Es gibt sie in zwei Varianten, wobei nicht alle Krankenkassen beide anbieten:
- Beitragsrückerstattung bei Leistungsfreiheit: Nimmt der Versicherte und volljährige Mitversicherte keine Leistungen in Anspruch, erhält er einen gewissen Bonus, maximal einen Monatsbeitrag (inkl. Arbeitgeberanteil). Der Tarif wird über ein Jahr abgeschlossen, bei einigen Krankenkassen erhöht sich der erhaltene Bonus im 2. und 3. Jahr. Dieser Tarif hat eine Laufzeit von einem Jahr, entsprechend kann auch die Mitgliedschaft mit der Krankenkasse ordentlich nur noch jährlich gekündigt werden. Diesen Wahltarif abzuschließen hat ansonsten prinzipiell kein Risiko für den Versicherten, erhöht jedoch den Druck, trotz Erkrankung nicht zum Arzt zu gehen oder den Arztbesuch selbst zu zahlen. Letzteres kann auch nicht rückwirkend mit der Krankenkasse abgerechnet werden.
- Selbstbeteiligung (Selbstbehalt) im eigentlichen Sinne: Der Versicherte (ohne seine Mitversicherten) verpflichtet sich, in den folgenden drei Jahren einen bestimmten jährlichen Betrag an eventuellen Kosten selbst zu bezahlen. Dafür erhält er einen geringeren Bonus von der Krankenkasse, maximal jedoch 600 Euro pro Jahr. Anders als bei der Beitragsrückerstattung bei Leistungsfreiheit entfällt bei Inanspruchnahme von Leistungen nicht der gesamte Betrag. Der Wahltarif Selbstbeteiligung hat eine Laufzeit von 3 Jahren und verlängert sich danach um ein Jahr. Während der Laufzeit kann die Mitgliedschaft bei der Krankenkasse nicht ordentlich gekündigt werden. Bei einigen Krankenkassen gibt es mehrere dieser Selbstbehalttarife, die zum Teil kombiniert werden können.

Die beiden Arten können (oder müssen) bei einigen Krankenkassen kombiniert werden, in dem Fall können 900 Euro im Jahr erhalten werden.
Über den Anreiz eines Bonus oder einer Beitragsersparnis soll das Verhalten von Versicherten bei der Inanspruchnahme von Leistungen beeinflusst werden. Zur Vermeidung negativer Entwicklung wie dem vollständigen Verzicht auf Arztbesuche sind Mechanismen zur Steuerung in die Tarife integriert: Je nach Tarifgestaltung sind beispielsweise Arztbesuche zu Vorsorgezwecken oder Arztbesuche ohne Rezeptverordnung irrelevant für den Selbstbehalt, kosten den Patienten also kein Geld. Weiterhin versuchen einige Tarifmodelle, übergroße Risiken für niedrige Einkommensklassen zu vermeiden, indem der maximale Selbstbehalt mit steigendem Einkommen höher gewählt werden kann (teilweise aber auch muss), wodurch der erhaltene Bonus (in geringerem Maße) steigt.
Wahltarife führen indirekt zu einem individuellen Einfluss auf die Höhe des Beitrags zur Krankenkasse, indem bestimmte Handlungen von Versicherten durch monetäre Effekte bestraft werden, andere mit Anreizen versehen werden. Die Steuerungswirkung ist umstritten. Abgesehen davon handelt es sich um ein Instrument, das Solidarprinzip auch für Menschen mit höheren Einkommen und wenigen Leistungsinanspruchnahmen interessanter zu machen, indem sich für diese die Beitragshöhe bei der Nutzung dieser Tarife verringert.

##### Soziale Auswirkungen
Eine sozial nicht vertretbare Belastung der Versicherten soll durch die so genannten Überlastungsgrenzen (2 % des Bruttoeinkommens, bei chronischen Erkrankungen 1 %) vermieden werden. Beachte: Die gesetzliche Krankenversicherung definiert den Begriff „chronische Erkrankung“ anders als die Wissenschaft. Als schwerwiegend chronisch krank im Sinne der KV gilt, wer sich in ärztlicher Dauerbehandlung befindet oder schwer behindert oder pflegebedürftig ist, zumindest so sehr, dass er auf tägliche Hilfe angewiesen ist (Pflegestufe 2 oder 3 oder 60 % Behinderung) oder ihm ein Arzt bescheinigt, dass sich seine Erkrankung ohne Behandlung lebensbedrohlich verschlimmern würde und sich somit seine Lebenserwartung verringert oder seine Lebensqualität dauerhaft beeinträchtigt ist.
Zuzahlungen haben den größten Einfluss bei sozial schwachen Gruppen und chronisch Kranken; dabei ist insbesondere die regelmäßige, ausreichende Medikamenteneinnahme betroffen. Dies ist problematisch, wenn ein Erstbesuch beim Arzt sinnvoll wäre. Das österreichische Bundesinstitut für Gesundheitswesen sieht Selbstbehalte wie folgt: „Selbstbeteiligungen treffen primär schwächere Gruppen, wie chronisch Kranke und Personen mit niedrigem Einkommen, und kommen somit auch in Konflikt mit den sozialen Zielen der Solidargemeinschaft.“
Freiwillige Selbstbehalte (Wahltarife) mancher Krankenkassen versuchen diesen Nachteil abzufedern, indem für niedrige Einkommensgruppen geringere Selbstbehalte mit geringeren Boni angeboten werden. So kann das maximale Risiko an die Einkommensgruppe angepasst werden.

#### Selbstbehalt in der privaten Krankenversicherung
In der privaten Krankenversicherung, in der grundsätzlich das Erstattungsprinzip gilt, erhält der Versicherte vom Versicherer in Höhe des vereinbarten Selbstbehalts keine Erstattungsleistungen. Dadurch beeinflussen die Selbstbehalte auch den vom Versicherten zu zahlenden Beitrag (die Versicherungsprämie).
Die Versicherung erreicht durch den Selbstbehalt, dass die Versicherten kleinere Rechnungen nicht mit ihr abrechnen, was unter anderem auch Verwaltungskosten beim Versicherer spart. In Deutschland ist die Selbstbeteiligung auf maximal 5000 Euro pro Versicherungsjahr für tariflich vorgesehene Leistungen begrenzt (§ 193 Abs. 3 VVG).
Verschiedene Versicherungsgesellschaften bieten in ihren Verträgen Beitragsrückerstattungen bei Nichtinanspruchnahme der Versicherungsleistung an, die u. a. zur Beitragsstabilität, aber auch zur Zunahme der Eigenleistung des Versicherten beiträgt.
Bei Schadensfreiheit oder in Abhängigkeit von der Schadenshöhe wird am Ende einer Versicherungsperiode ein Betrag an den Versicherten ausgezahlt. Erfolgt die Rückzahlung nur bei Schadensfreiheit, entspricht das Ergebnis einer Abzugsfranchise. Solange die Gesundheitsausgaben den Betrag der Beitragsrückgewähr unterschreiten, lohnt es sich für den Versicherten, die Gesundheitsausgaben selbst zu tragen. Bei höheren Ausgaben wird der Versicherte hingegen auf die Beitragsrückgewähr verzichten; sie stellt dann die zu zahlende Selbstbeteiligung dar.

#### Bürgertestung (Nachweis des Coronavirus SARS-CoV-2)
Unabhängig vom Versichertenstatus müssen seit dem 30. Juni 2022 bestimmte Anspruchsberechtigte einen Eigenanteil von 3 Euro an den Leistungserbringer einer Bürgertestung in Bezug auf einen direkten Erregernachweis des Coronavirus SARS-CoV-2 nach § 4a Abs. 2 der Coronavirus-Testverordnung (TestV) leisten.

### Österreich
Die von 2001 bis 2003 erhobene Ambulanzgebühr sollte nach Ansicht des österreichischen Gesundheitsministeriums im österreichischen Gesundheitssystem „fehlgeleitete Patientenströme“ von den überlasteten, teureren Ambulanzen hin zum niedergelassenen Bereich umleiten.

### Schweiz
In der obligatorischen Grundversicherung geht ein Teil der Behandlungskosten zu Lasten der Versicherten. Die Kostenbeteiligung setzt sich zusammen aus:
- der ordentlichen Franchise (Festbetrag). Sie beträgt 300 Franken pro Jahr („Trotz vieler Anreize zum Sparen steigen die Kosten“, FAZ 3. Juli 2006), wobei Kinder und Jugendliche bis 18 Jahre keine ordentliche Franchise bezahlen. Freiwillig können höhere Franchisen gewählt werden, wodurch die Versicherungsprämie (Beitrag des Versicherten) entsprechend reduziert wird.
- dem Selbstbehalt von 10 % des verbleibenden Rechnungsbetrages, jedoch bis zu einem Maximum von 700 Franken pro Jahr (Kinder und Jugendliche bis 18 Jahre: 350 Franken).
- Seit 2006 beträgt der Selbstbehalt für Generika 10 %, für Originalmedikamente (für die Generika auf dem Markt sind) 20 %.
- Personen die nicht zusammen mit einer oder mehreren Personen, zu denen sie in einer familienrechtlichen Beziehung stehen, in einem Haushalt leben, leisten einen Beitrag an die Kosten eines Spitalaufenthaltes von 10 Franken pro Tag (ohne zeitliche Limite), außer bei Mutterschaft.

Ausgenommen von der Kostenbeteiligung sind die Leistungen der normal verlaufenden Mutterschaft (Komplikationen der Schwangerschaft gelten als Krankheit und fallen unter die Kostenbeteiligung) und speziell bezeichnete präventive Maßnahmen.
In der Schweiz ist der Anteil der nicht durch Versicherungen bezahlten Ausgaben besonders hoch: gemäß OECD-Zahlen betragen die Barauslagen („Out-of-pocket-Zahlungen“) pro Einwohner 2166 $ (2008). Das entspricht 30,8 % der Gesamtausgaben. So hoch ist die Selbstzahlerbelastung in keinem anderen OECD-Land, nicht einmal in den USA (912 $, 13 %). Im OECD-Durchschnitt sind es 599 $.
Siehe auch: Krankenversicherung in der Schweiz

## Kompositversicherung
Üblich sind Selbstbeteiligungen auch in der Kompositversicherung, die alle Unfall- und Schadensversicherungen außer der Krankenversicherung umfasst. Hier werden Sachwerte versichert oder Gefahren bei Haftungsrisiken abgewehrt. Selbstbeteiligungen kommen vor in der Kraftfahrtversicherung, Allgemeinen Haftpflichtversicherung, Unfallversicherung, Rechtsschutzversicherung, Sachversicherung oder Transportversicherung. Auch Industrie- und gewerbliche Versicherungen wie Kredit-, Kautions-, Vertrauensschaden-, Betriebsunterbrechungs- und Exportkreditversicherung kennen die Selbstbeteiligung.